# Bruscheid
Bruscheid ist eine Ortschaft in der bergischen Großstadt Wuppertal.

## Lage und Beschreibung
Bruscheid liegt im Süden des Wohnquartiers Cronenberg-Mitte im Stadtbezirk Cronenberg auf einer Höhe von 142 m ü. NHN im Morsbachtal an der durch den Fluss gebildeten Stadtgrenze zu Remscheid. Nachbarorte sind Rheinbach, Breitenbruch und Aue (zu Remscheid). Neben einer Schleiferei befinden sich mehrere Wohnhäuser im Ort.
Im Tal verläuft die Landesstraße 216, die hier den Namen Morsbachtalstraße trägt.
Neben anderen Wanderwegen führen ein Verbindungsweg der Wuppertaler Naturfreundehäuser, der im Rahmen der Regionale 2006 eingerichtete Erlebnisweg Morsbach und der Wuppertaler Rundweg durch die Ortschaft.

## Geschichte
Der Ort geht auf die Ansiedlung von wassergetriebenen Hammerwerken zurück, von denen das erste im Jahr 1623 erstmals urkundlich erwähnt wurde. Im Laufe der Zeit wandelten sich die Hämmer zu drei Schleifkotten. Im letzten dieser Schleifkotten, der seit Anfang des 20. Jahrhunderts mit Francis-Turbinen und einer Dampfmaschine und seit 1963 mit Elektromotoren betrieben wurde, wird heute noch geschliffen. Er weist als äußeres Zeichen einer Fabrikationsstätte ein Sheddach auf.
Durch das Morsbachtal verlief parallel zu der Morsbachtalstraße die Ronsdorf-Müngstener Eisenbahn, die in erster Linie dem Transport der Rohstoffe bzw. Fertigwaren der Betriebe diente.